# Luis Lorenzo Domínguez
Luis Lorenzo Domínguez (Buenos Aires, 15 de marzo de 1819 - Londres, 20 de junio de 1898) fue un poeta, periodista y político argentino, ministro de Hacienda durante la presidencia de Domingo Faustino Sarmiento.

## Biografía
En 1837 fue uno de los fundadores y animadores del Salón Literario; en esa época escribió su poema más conocido, El Ombú. Era cuñado de Miguel Cané (padre).
En 1839 se refugió en Montevideo junto con otros miembros de la Generación del 37 y apoyó desde la prensa el bloqueo francés y la invasión del general Juan Lavalle a la provincia de Buenos Aires. Permaneció en Montevideo durante el largo sitio que le impuso el expresidente Manuel Oribe, dedicado a la prensa. Durante un corto tiempo fue oficial militar, pero poco después fue nombrado funcionario del ministerio de guerra. En 1843 ganó un certamen literario con El Ombú, y hacia 1845 escribió la Oda a Montevideo.
Después de la batalla de Caseros regresó a Buenos Aires, donde su participación en la prensa le valió ser electo diputado provincial; en junio se opuso al Acuerdo de San Nicolás. Algún tiempo más tarde fue elegido diputado al congreso constituyente de Santa Fe, al que – debido a la revolución del 11 de septiembre de 1852 – no se incorporó. En cambio, fue uno de los autores de la constitución del separatista Estado de Buenos Aires.
Fue funcionario público y periodista durante el período de la república dividida, y embajador en varios países en Europa. En 1856 fue director del diario El Orden, junto con Félix Frías; tres años más tarde, fue enviado a Paraná a pedir la derogación de la "ley de derechos diferenciales", con que la Confederación Argentina trataba de defenderse de la absorción económica por parte de Buenos Aires.
En 1860 fue miembro de la convención porteña que propuso las reformas a la Constitución Nacional de 1853.
Al año siguiente escribió una Historia Argentina – de sesgo marcadamente contrario al federalismo, y que terminaba en el año 1820 – que por mucho tiempo fue el texto oficial de enseñanza de historia nacional en el país.
Después de la batalla de Pavón, fue secretario del general Bartolomé Mitre y ministro de hacienda del gobernador porteño Mariano Saavedra. Se unió al partido autonomista de Adolfo Alsina y lo acompañó en su gestión de gobernador de Buenos Aires. Fue diputado nacional y miembro de la convención reformadora de la Constitución.
Su campaña a favor de la candidatura presidencial de Domingo Faustino Sarmiento en Buenos Aires fue infructuosa, pero aun así se ganó el aprecio del sanjuanino, que lo nombró su ministro de Hacienda. La economía  de su época estuvo marcada por los problemas derivados de la Guerra del Paraguay y de la guerra civil, por lo que la situación económica general no se vio favorecida. Por otro lado, sus ideas económicas eran de un librecambismo sin sentido de la crítica, y simplemente aplicó recetas importadas, muy poco adecuadas a la situación argentina de ese momento. La crisis que se inició con Sarmiento fue empeorando, y terminaría estallando en el gobierno de Nicolás Avellaneda.
Cuando dejó el cargo fue nombrado representante financiero en Londres. En esa ciudad reescribió su Historia Argentina, que tuvo difusión en el ambiente académico inglés por ser la primera historia argentina traducida íntegramente a ese idioma.
En 1873 fue convencional constituyente provincial, y después fue embajador en Perú, Brasil, Estados Unidos y finalmente en el Reino Unido, durante los gobiernos de Avellaneda, Roca y Juárez Celman.
Falleció en Londres en 1898.